# 魏平 (曹魏)
魏平（？—？年），曹魏的將軍，曾參與鎮壓涼州叛亂及蜀漢的入侵。
魏黃初元年（220年），魏文帝曹丕任命安定太守鄒岐為涼州刺史。西平郡人麴演夥同涼州數郡製造動亂，抗拒鄒岐。金城太守蘇則率領郝昭、魏平等人前往鎮壓河西各郡的叛亂。
魏太和五年（231年）春季，諸葛亮再次入侵魏國天水，以木牛運糧，在祁山將魏將賈嗣、魏平給包圍住。得知消息的司馬懿，命費曜、戴淩率四千精兵防守上邽（甘肅省天水市），親率其餘的士兵往西援救祁山守軍。諸葛亮見祁山大寨難攻，就率主力攻克祁山東北方的上邽。司馬懿則率軍在上邽之東的小隴山斂兵依險，紮營和蜀軍對陣，雙方相持一月，諸葛亮無奈，只得取道鹵城方向，退回漢中。
司馬懿當即決定尾隨其後追趕，諸葛亮見魏軍追來，索性在鹵城駐紮下來，司馬懿也在鹵城附近登山掘營，不予其戰，諸葛亮又派魏延於魏營罵陣，百般挑釁，魏將賈栩和魏平紛紛數度請戰，並說：「明公畏蜀如虎，奈天下笑何？」司馬懿最終也忍不住了，於是派張郃攻南圍的王平，本人自率兵攻打蜀軍在鹵城的主力，一日惡戰，魏軍失利，死亡三千餘人並損失大量兵器。